# Elvia Carrillo Puerto
Elvia Carrillo Puerto (Motul (Messico), 6 dicembre 1878 – Città del Messico, 1967) è stata un'attivista e politica messicana.

## Biografia
Leader del suffragio in Messico, il suo tenace attivismo le valse il soprannome di Monja Roja del Mayab, e divenne membro del Partito Socialista del Sudest.
Dedicò la sua vita al raggiungimento del suffragio femminile. Combatté anche per il controllo delle nascite, la libertà sessuale e il divorzio.
Fu eletta deputata al Congresso dello Yucatán nell'anno 1923: così diventò la prima donna messicana ad assumere quella posizione di rappresentanza popolare, quando le donne in Messico ancora mancavano del diritto di voto, un diritto per il quale la Carrillo Puerto combatté instancabilmente fino a quando non venne ottenuto nel 1953.
Elvia si sposò all'età di 13 anni e rimase vedova a 21 anni. Partecipò allo scoppio dell'attività rivoluzionaria nel 1910, e condusse quindi un'intensa campagna a favore dei diritti politici delle donne, fondando a tale scopo, nel 1912, la prima organizzazione contadina femminile in Messico.
Dal 1915 al 1918, continuò a organizzare gruppi femministi e partecipò attivamente all'organizzazione e alla fondazione del Partito Socialista operaio dello Yucatán, che in seguito divenne il Partito Socialista del Sudest.
Nel 1919 si recò a Città del Messico e fondò il gruppo femminile della Liga Rita Cetina Gutiérrez allo scopo di raggiungere, durante il governo di Venustiano Carranza, l'inclusione del dibattito sul voto delle donne nelle camere legislative che erano state elette dopo la Costituzione del 1917, senza raggiungerla.
Nel novembre del 1923, tornata nella sua terra natia, fu una delle prime donne messicane elette deputate, insieme a Beatriz Peniche Barrera e Raquel Dzib Cicero.
Nel 1925 tornò nel suo stato per partecipare al Congresso femminista tenutosi a Merida, dopo di che inviò una lettera alla Camera dei deputati federale che cercava di diventare un'iniziativa legislativa e sostenuta da migliaia di firme dei suoi seguaci, in cui sosteneva i principi di parità di genere e in cui fu richiesto l'emendamento all'articolo costituzionale 34 per approvare il voto femminile.
Nel 1927 fondò la Socialist Feminine Orienteering League,  organizzata dai dipendenti del Ministero dell'Agricoltura e dello Sviluppo, dove aveva iniziato a lavorare. Più tardi, nel 1931, questa organizzazione, che ricevette continue critiche e pressioni di carattere ufficiale, divenne la Women's Action League, che non smise di lottare per il diritto al voto per le donne.
La visione politica che poi prevalse fu che, concedendo questo diritto al suffragio, una grande influenza politica venisse trasferita al clero, poiché si riteneva che questo potesse largamente dominare la volontà del voto femminile, e fu allora deciso di non avanzare in questo settore, anche se, nel 1947, sotto la presidenza di Miguel Alemán Valdés, fu data un'apertura, e il diritto di voto delle donne in caso di elezioni comunali fu approvato. Elvia Carrillo ridusse il suo attivismo sociale da quel momento.
Tuttavia, mantenne la sua lotta, che fu infine incoronata durante il periodo presidenziale di Adolfo Ruiz Cortines, quando nel 1953 fu modificato, per iniziativa del presidente della repubblica, l'articolo 34 della Costituzione, al fine di garantire la totale uguaglianza dei diritti politici alle donne messicane, compreso il loro diritto al suffragio. Nel 1952 Elvia Carrillo Puerto fu riconosciuta alla Camera dei deputati come Veterana della Rivoluzione Messicana, e fu insignita della Medaglia d'Onore per il merito rivoluzionario.
Il 15 ottobre 2013, il Senato del Messico annunciò il riconoscimento della memoria di Elvia Carrillo Puerto, per il suo lavoro instancabile. Questo riconoscimento viene assegnato ogni anno, l'8 marzo, in commemorazione della Giornata internazionale della donna.
| Controllo di autorità | VIAF (EN) 49147966 · ISNI (EN) 0000 0000 5467 4474 · LCCN (EN) nr99013570 |